# Кейзерлинг, Архибальд фон
Граф Архибальд фон Кейзерлинг (латыш. Arhibalds fon Keizerlings; нем. Archibald Peter Theophil, Graf von Keyserling; 1882, Гробиня — 15 декабря 1951, Франкфурт-на-Майне) — русский и латвийский морской офицер, участник Первой мировой войны. В ВМС Латвии с 1919 года. Адмирал (1927), командующий латвийскими ВМС с 1924 по 1931 годы. Репатриировался в Германию в сентябре 1939 года. 

## Биография
Родился в родовом имении Тельс-Паддерн в Курляндской губернии. Происходил из рода Кейзерлингов. Его дядя Эдуард был известным писателем. Сестра Беатриса (1884—1961) была замужем за миллионером-самолётостроителем Ф. Ф. Терещенко.
На службе с 1898 года. 6 мая 1901 года окончил Морской кадетский корпус (72-й по успеваемости) с произведением в мичманы. По окончании Морского корпуса служил на Балтике и на Тихом океане. Последовательно проходил службу на минном транспорте «Енисей», крейсере II ранга «Забияка», крейсере I ранга «Диана», участвовал в русско-японской войне. После боя в Жёлтом море 28 августа 1904 года и интернирования «Дианы» в Сайгоне, назначен на миноносец «Быстрый» на котором участвовал в Цусимском сражении и попал в плен. 6 декабря 1905 года произведен в лейтенанты.
В 1907 году по личной просьбе направлен на курсы подводников в Либавский учебный отряд и в августе 1908 года прибывает во Владивосток с зачислением в Сибирский флотский экипаж. В октябре 1908 года вступает в должность командира подводной лодки «Фельдмаршал граф Шереметьев», командуя которой, в составе дивизиона подводных лодок, Кейзерлинг принимал активное участие в учебных плаваниях и стрельбах в бухтах Разбойник и Воевода. 6 декабря 1911 года произведён в старшие лейтенанты и командует лодкой до 1912 года, после чего переводится на Балтику.
В 1913 году становится командиром эскадренного миноносца «Исполнительный». В 1914 году Старший офицер минного заградителя «Волга».
С началом Первой мировой войны участвовал в морских сражениях. Командир эсминцев «Сторожевой» (1914—1916 годы) и «Десна» (1916—1917 годы). 1 января 1915 года получает чин капитана 2 ранга.
После Октябрьской Революции оставил службу и поселился в родовом имении на территории независимой Латвии. В ноябре 1919 года становится офицером Латвийского флота, командует флагманом латвийского флота тральщиком «Вирсайтис». Адмирал с 1927 года.
С 1926 года и до сентября 1931 года, когда был уволен со службы, являлся командующим латвийским флотом. Репатриировался в Германию в сентябре 1939 года. В Гробине установлен памятник первому адмиралу латвийского флота Кейзерлингу.

## Награды
- Св. Станислава 3 степени с мечами и бантом (1905)
- Св. Анны 3 степени с мечами и бантом (08.01.1907)
- Св. Станислава 2 степени с мечами (18.07.1907)
- Св. Владимира 4 степени с мечами и бантом (05.10.1915)
- Георгиевское оружие (25.06.1916)
- Крест Свободы 1 степени
- Орден Трёх звёзд 2-й степени (1928)
- Орден Почетного легиона, Франция. (Великий офицер?)[источник не указан 1549 дней]